# Üsküdar
Üsküdar és un districte d'Istanbul, Turquia, situat a la part anatòlica de la ciutat.
Va ser fundat el segle vii aC en una vall veïna de la costa del Bòsfor amb el nom de Crisòpolis (Χρυσόπολις;: ciutat d'or), i en l'era medieval Scutari(on) (Σκουτάριον;).

## Divisió administrativa

### Mahalleler
Acıbadem ·  Ahmediye ·  Altunizade ·  Aziz Mahmut Hüdayi ·  Bahçelievler ·  Barbaros ·  Beylerbeyi ·  Bulgurlu ·  Burhaniye ·  Cumhuriyet ·  Çengelköy ·  Fatih ·  Güzeltepe ·  İcadiye ·  Kandilli ·  Kirazlıtepe ·  Kısıklı ·  Kuleli ·  Kuzguncuk ·  Küçükçamlıca ·  Küçüksu ·  Küplüce ·  Mehmet Akif Ersoy ·  Mimarsinan ·  Muratreis ·  Salacak ·  Selamiali ·  Selimiye ·  Sultantepe ·  Ünalan ·  Valide-i Atik ·  Yavuztürk ·  Zeynep Kamil

### Barris
Bağlarbaşı ·  Büyükçamlıca ·  Göksu ·  Harem ·  Nakkaştepe ·  Pazarbaşı ·  Selamsız ·  Vaniköy

## Història
Sota domini grec i romà d'Orient la ciutat es deia Crisòpolis (Chrysopolis) i ja és esmentada de Xenofont a l'Anabasis; era una dependència de la colònia grega de Calcedònia. Degué desaparèixer o esdevenir un llogaret, i alguns suposen que s'hauria refundat al segle iv sota Valent que hi hauria establert un cos de scoutarios que eren els soldats que portaven escuts (scutarii), però altres pensen que va sortir molt més tard. Amb establiment o sense, la zona va romandre sota domini romà i romà d'Orient fins al 1453. El 1203 s'esmenta per primer cop el nom afrancesat de Escutaire; Nicetes Choniates esmenta el palau de Scoutarion de Manuel I Comnè, a l'oest de la moderna ciutat. El títol de scouterios va entrar a la titulatura romana d'Orient al segle xiii al regne de Nicea però abans els romans d'Orient anomenaven socutarioi als escuders dels cavallers llatins. En general se suposa que Manuel I Comnè, que va fer construir molts palaus després del seu matrimoni amb Berta de Sulzbach, va construir un palau anomenat dels scoutarios i al seu entorn va sortir el burg el segle XII.
No se sap quan fou conquerida pels otomans: després de la batalla de Pelekanon del 1239 hauria patit incursions i finalment conquerida. La data donada per I. H. Danishmend, el 1352, no té cap confirmació; encara que els otomans tinguessin el control, la zona asiàtica del Bòsfor no fou poblada per turcs fins després de la conquesta de Constantinoble el 1453. Al segle xv Üsküdar va substituir a Calcedònia (anomenada Kadiköy) com a cap de pont de Constantinoble a l'Àsia. S'hi van construir diverses mesquites, palaus i altres edificacions. Al segle xvii la va visitar Evliya Çelebi. Cuinet el 1890 diu que tenia 82.400 habitants dels quals 6000 eren grecs i 7500 armenis (a més de 1500 jueus). El 1940 el districte d'Üsküdar tenia 54.969 habitants i el 1997 eren 472.124.